# گیاه‌پارچ باله‌دار
گیاه‌پارچ باله‌دار (نام علمی: Nepenthes alata) نام یک گونه از سرده گیاه‌پارچ‌ها است.